# Mila Gojsalić
Mila Gojsalić (tudi Mile Gojsalića), hrvaška mučenica in ljudska junakinja, * 16. stoletje, † 1530.  
Glede na izročilo Mila Gojsalić izvira iz vasi Kostanje  v dalmatinskem zaledju in je bila daljna potomka hrvaškega kralja Gojslava. Živela je na Hrvaškem v času osmanskih vojn. Leta 1530 je turški Ahmed-paša zbral vojsko 10.000 mož, da bi osvojil Poljice. V kraju Podgrac (danes Podgrađe, Splitsko-dalmatinska županija) je zgradil tabor. Mila Gojsalić se je prostovoljno žrtvovala in dala nedolžnost Ahmedu-paši, zato da se je lahko vtihotapila v turško taborišče in razstrelila zalogo streliva, pri čemer so bili Ahmed-paša, številni častniki in vojaki ubiti. To dejanje je popolnoma presenetilo in zmedlo preostale turške vojake, saj so jih takrat preplavili prebivalci Poljic. 
Ivan Meštrović je postavil njen kip  nad Omišem, Jakov Gotovac pa je v njeno čast skomponiral opero. O njej je pisal tudi August Šenoa. 
V njenem rojstnem kraju vsako poletje organizirajo kulturna prireditev, Dnevi Mile Gojsalić. Njena hiša še vedno stoji v vasi in je popolnoma obnovljena. 